# Diospyros

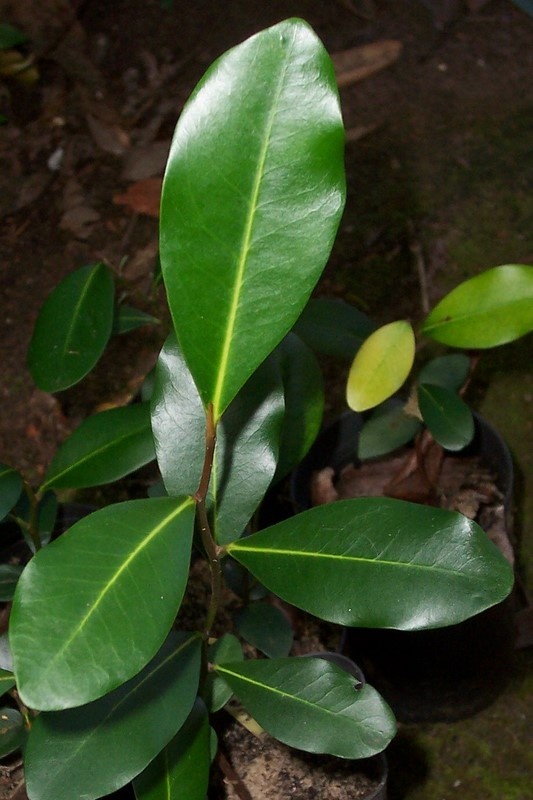
Diospyros australis

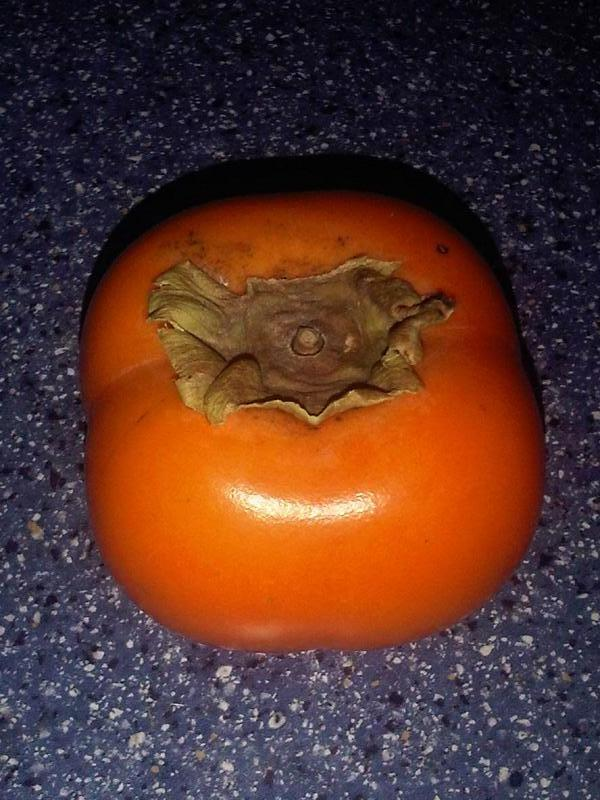
Diospyros kaki

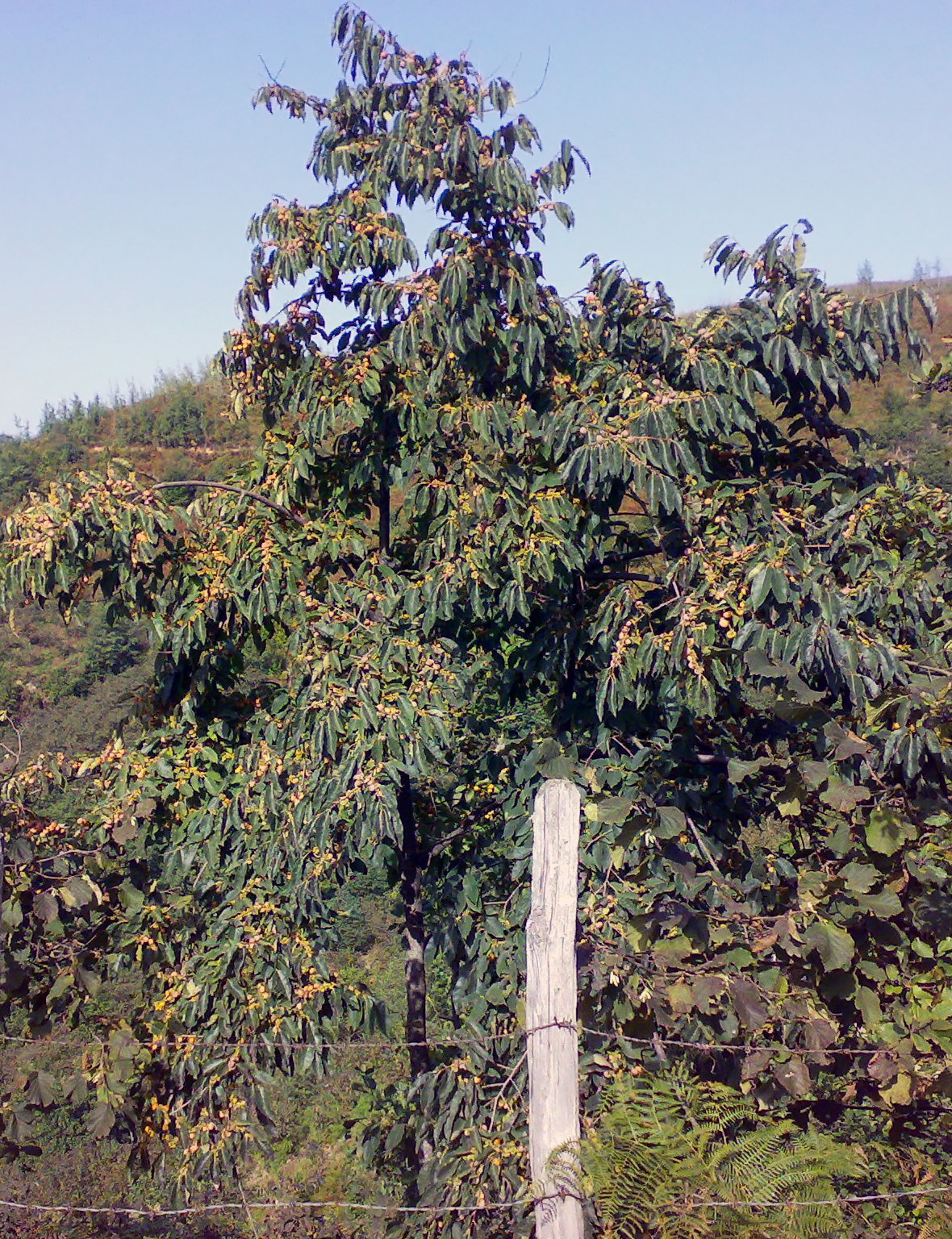
Diospyros lotus

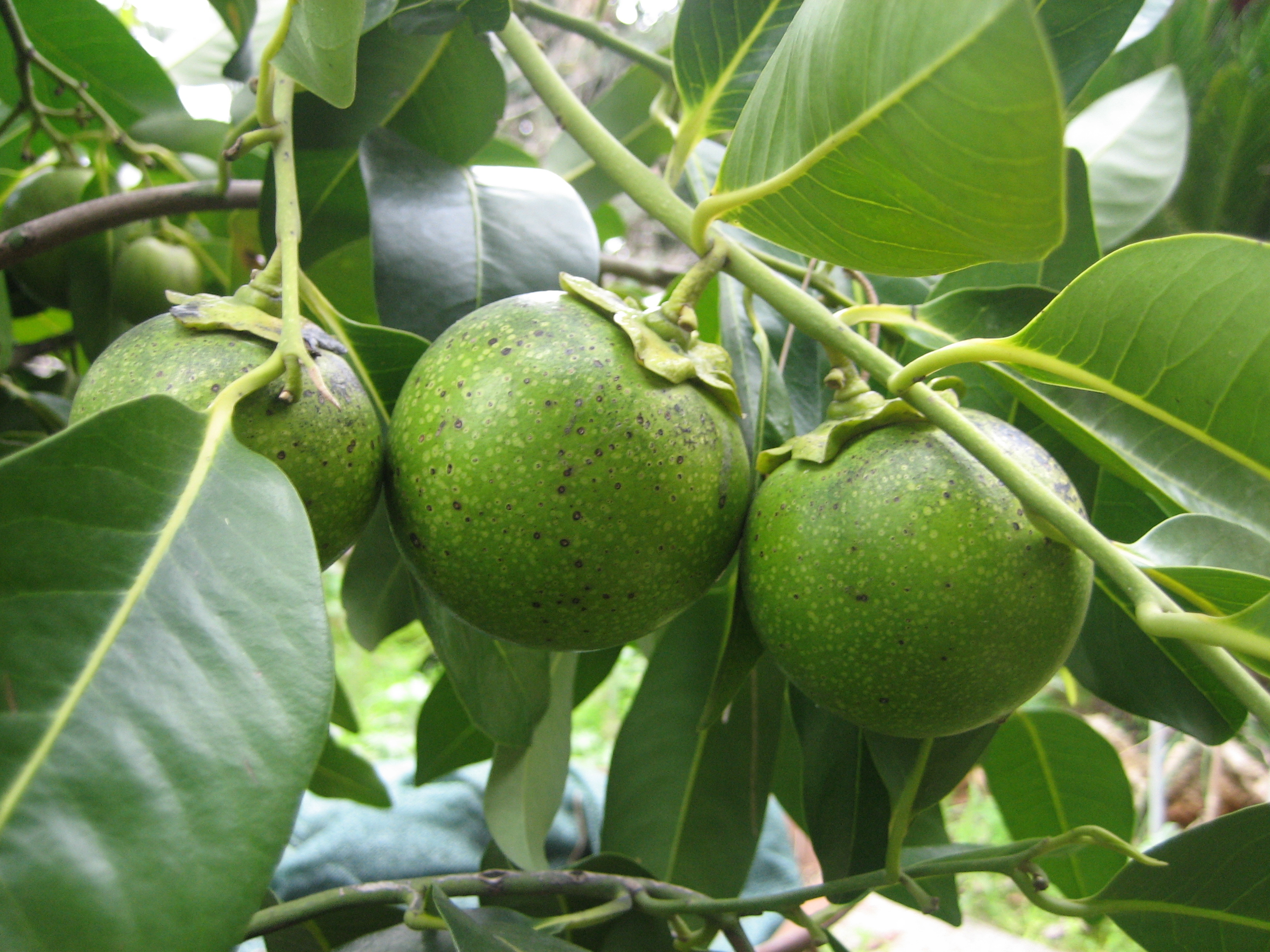
Diospyros nigra

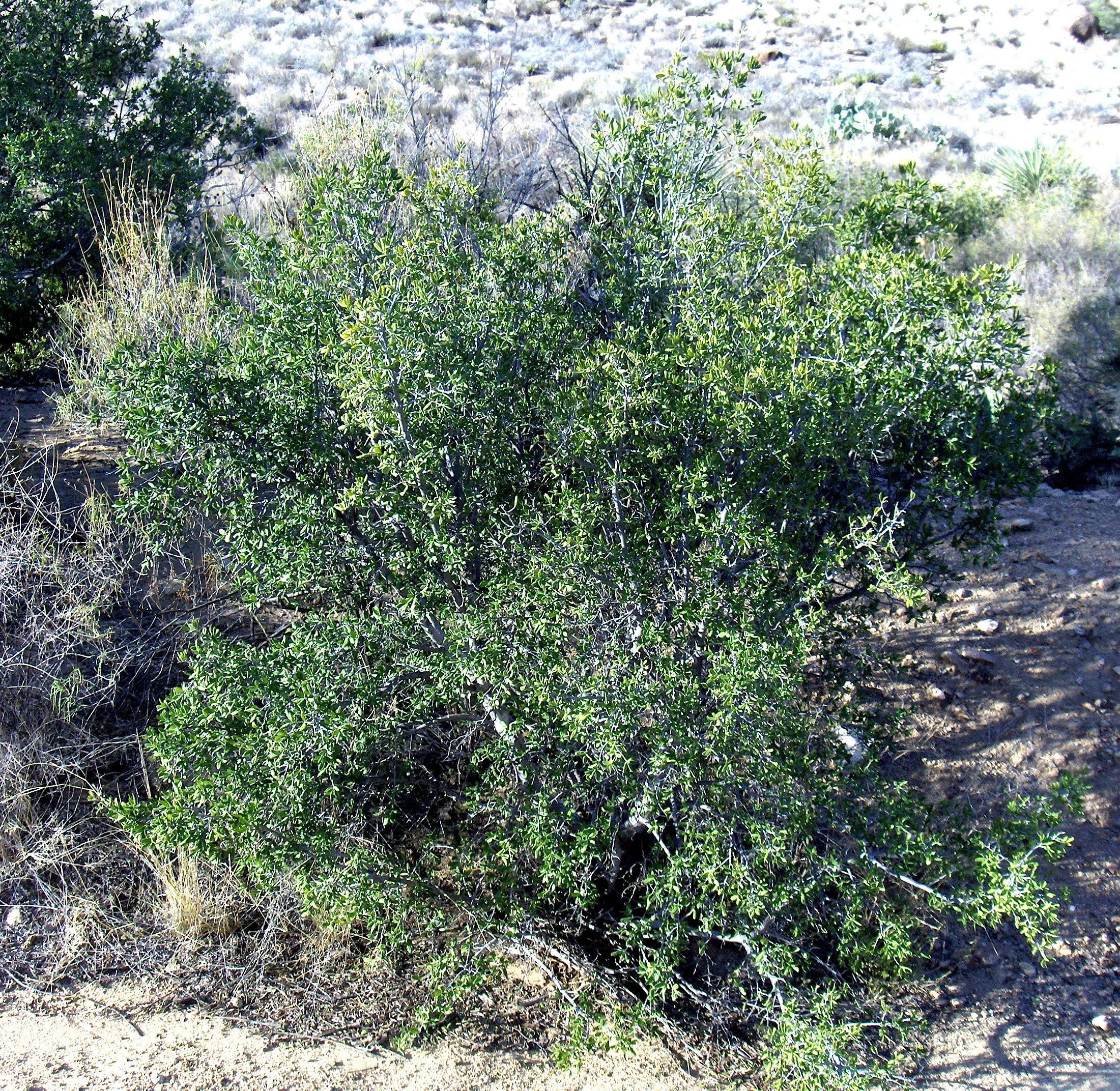
Diospyros texana

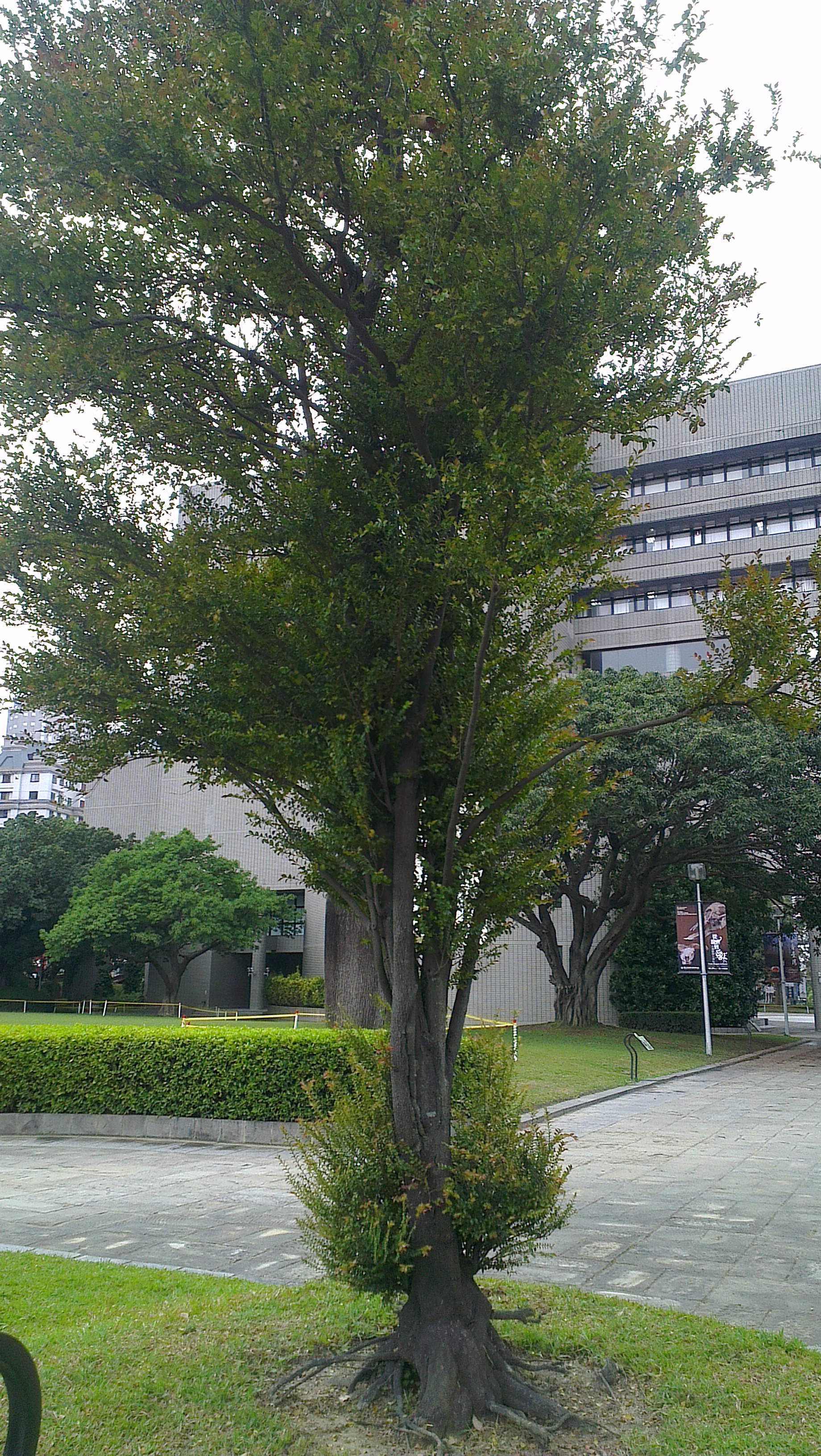
Diospyros vaccinioides

A Diospyros a hangavirágúak (Ericales) rendjébe és az ébenfafélék (Ebenaceae) családjába tartozó nemzetség.

## Rendszerezés
A nemzetségbe az alábbi 725 faj tartozik:
- Diospyros abyssinica (Hiern) F.White
- Diospyros acapulcensis Kunth
- Diospyros acocksii (De Winter) De Winter
- Diospyros acreana Cavalcante
- Diospyros acris Hemsl.
- Diospyros aculeata H.Perrier
- Diospyros acuminata (Thwaites) Kosterm.
- Diospyros acuta Thwaites
- Diospyros addita Fletcher
- Diospyros adenophora Bakh.
- Diospyros adiensis Kosterm.
- Diospyros aequoris Standl.
- Diospyros affinis Thwaites
- Diospyros aifatensis Kosterm.
- Diospyros alatella Kosterm.
- Diospyros albiflora Alston
- Diospyros alboflavescens (Gürke) F.White
- Diospyros alisu B.Walln.
- Diospyros alpina Kosterm.
- Diospyros amabi B.Walln.
- Diospyros amanap B.Walln.
- Diospyros amaniensis Gürke
- Diospyros amboinensis Bakh.
- Diospyros analamerensis H.Perrier
- Diospyros andamanica (Kurz) Bakh.
- Diospyros angulata Poir.
- Diospyros anisandra S.F.Blake
- Diospyros anisocalyx C.Y.Wu
- Diospyros anitae F.White
- Diospyros ankifiensis H.Perrier
- Diospyros anosivolensis H.Perrier
- Diospyros apeibocarpos Raddi
- Diospyros apiculata Hiern
- Diospyros araripensis Cavalcante
- Diospyros areolata King & Gamble
- Diospyros areolifolia Kosterm.
- Diospyros argentea Griff.
- Diospyros armata Hemsl.
- Diospyros artanthifolia Mart. ex Miq.
- Diospyros arupaj B.Walln.
- Diospyros atrata (Thwaites) Alston
- Diospyros atrotricha H.W.Li
- Diospyros attenuata Thwaites
- Diospyros aurea Teijsm. & Binn.
- Diospyros australis (R.Br.) Hiern
- Diospyros balansae Guillaumin
- Diospyros balfouriana Diels
- Diospyros baloen-ldjoek Bakh.
- Diospyros bambuseti Fletcher
- Diospyros bangkana Bakh.
- Diospyros bangoiensis Lecomte
- Diospyros baranensis Lecomte
- Diospyros barberi Ramaswami
- Diospyros baroniana H.Perrier
- Diospyros barteri Hiern
- Diospyros batocana Hiern
- Diospyros beccarioides Ng
- Diospyros bejaudii Lecomte
- Diospyros bemarivensis H.Perrier
- Diospyros benstonei Kosterm.
- Diospyros bernieri Hiern
- Diospyros bernieriana (Baill.) H.Perrier
- Diospyros bezofensis H.Perrier
- Diospyros bibracteata Bakh.
- Diospyros bipindensis Gürke
- Diospyros blepharophylla Standl.
- Diospyros blumutensis Ng
- Diospyros boala De Wild.
- Diospyros boiviniana (Baill.) G.E. Schatz & Lowry
- Diospyros boivinii Hiern
- Diospyros boliviana Rusby
- Diospyros bonii Lecomte
- Diospyros borbonica I.Richardson
- Diospyros borneensis Hiern
- Diospyros bourdillonii Brandis
- Diospyros boutoniana A.DC.
- Diospyros brainii Ng
- Diospyros brandisiana Kurz
- Diospyros brasiliensis Mart. ex Miq.
- Diospyros brassica F.White
- Diospyros brevicalyx Boerl. & Koord.-Schum.
- Diospyros brideliifolia Elmer
- Diospyros britannoborneensis Bakh.
- Diospyros bullata A.C.Sm.
- Diospyros bumelioides Standl.
- Diospyros bundeyana Kosterm.
- Diospyros burchellii Hiern
- Diospyros burmanica Kurz
- Diospyros bussei Gürke
- Diospyros buxifolia (Blume) Hiern
- Diospyros cacharensis (Das & P.C.Kanjilal) H.B.Naithani
- Diospyros cachimboensis Pires & Cavalc.
- Diospyros calcicola Merr.
- Diospyros calciphila F.White
- Diospyros californica (Brandegee) I.M.Johnst.
- Diospyros caloneura C.Y.Wu
- Diospyros calophylla Hiern
- Diospyros calycantha O.Schwarz
- Diospyros cambodiana Lecomte
- Diospyros campanulata Bakh.
- Diospyros campechiana Lundell
- Diospyros camposii Provance & A.C.Sanders
- Diospyros canaliculata De Wild.
- Diospyros candolleana Wight
- Diospyros capreifolia Mart. ex Hiern
- Diospyros capricornuta F.White
- Diospyros carbonaria Benoist
- Diospyros caribaea (A.DC.) Standl.
- Diospyros carpinifolia (Ridl.) Bakh.
- Diospyros castanea (Craib) Fletcher
- Diospyros cathayensis Steward
- Diospyros caudisepala Bakh.
- Diospyros cauliflora Blume
- Diospyros cauligera F.White
- Diospyros cavalcantei Sothers
- Diospyros cayennensis A.DC.
- Diospyros celebica Bakh.
- Diospyros chaetocarpa Kosterm.
- Diospyros chamaethamnus Mildbr.
- Diospyros changii R.H.Miao
- Diospyros chartacea Wall. ex A.DC.
- Diospyros cherrieri F.White
- Diospyros chevalieri De Wild.
- Diospyros chloroxylon Roxb.
- Diospyros choboensis Lecomte
- Diospyros christophersenii Fosberg
- Diospyros chrysocarpa F.White
- Diospyros chrysophyllos Poir.
- Diospyros chunii Metcalf & L.Chen
- Diospyros cinnabarina (Gürke) F.White
- Diospyros cinnamomoides H.Perrier
- Diospyros clementium Bakh.
- Diospyros clusiifolia (Hiern) G.E. Schatz & Lowry
- Diospyros coaetanca Fletcher
- Diospyros coccinea Gürke ex De Wild.
- Diospyros coccolobifolia Mart. ex Miq.
- Diospyros collinsiae Craib
- Diospyros comorensis Hiern
- Diospyros confertiflora (Hiern) Bakh.
- Diospyros conformis Bakh.
- Diospyros conifera H.Perrier
- Diospyros conocarpa Gürke ex K.Schum.
- Diospyros consanguinea Merr.
- Diospyros consolatae Chiov.
- Diospyros conzattii Standl.
- Diospyros cooperi (Hutch. & Dalziel) F.White
- Diospyros corallina Chun & T.C.Chen
- Diospyros cordata (Hiern) Bakh.
- Diospyros cordato-oblonga Kosterm.
- Diospyros coriacea Hiern
- Diospyros coursiana H.Perrier
- Diospyros crassiflora Hiern
- Diospyros crassinervis (Krug & Urb.) Standl.
- Diospyros crebripilis Kosterm.
- Diospyros crockerensis Ng
- Diospyros crotalaria Provance & A.C.Sanders
- Diospyros crumenata Thwaites
- Diospyros cupulifera H.Perrier
- Diospyros cupulosa (F.Muell.) F.Muell.
- Diospyros curranii Merr.
- Diospyros daemona Bakh.
- Diospyros dalyom B.Walln.
- Diospyros danguyana H.Perrier
- Diospyros dasyphylla Kurz
- Diospyros decandra Lour.
- Diospyros decaryana H.Perrier
- Diospyros defectrix Fletcher
- Diospyros dendo Welw. ex Hiern
- Diospyros densiflora Wall. ex G.Don
- Diospyros dichroa Sandwith
- Diospyros dichrophylla (Gand.) De Winter
- Diospyros dicorypheoides H.Perrier
- Diospyros dictyoneura Hiern
- Diospyros diepenhorstii Miq.
- Diospyros dinhensis T.H.Nguyên
- Diospyros discocalyx Merr.
- Diospyros discolor Willd.
- Diospyros diversifolia Hiern
- Diospyros diversilimba Merr. & Chun
- Diospyros dodecandra Lour.
- Diospyros dolmen B.Walln.
- Diospyros domarkind B.Walln.
- Diospyros domingensis (Urb.) Alain
- Diospyros duartei Cavalcante
- Diospyros dumetorum W.W.Sm.
- Diospyros dussaudii Lecomte
- Diospyros ebenifera (H. Perrier) G.E. Schatz & Lowry
- Diospyros ebenoides Kosterm.
- ceyloni ében (Diospyros ebenum) J.Koenig ex Retz.
- Diospyros eburnea Bakh.
- Diospyros egleri Pires & Cavalc.
- Diospyros egrettarum I.Richardson
- Diospyros ehretioides Wall. ex G.Don
- Diospyros ekodul B.Walln.
- Diospyros elegans C.B.Clarke
- Diospyros elephasii Lecomte
- Diospyros elliotii (Hiern) F.White
- Diospyros ellipsoidea King & Gamble
- Diospyros elliptifolia Merr.
- Diospyros eriantha Champ. ex Benth.
- Diospyros erudita F.White
- Diospyros erythrosperma H.Perrier
- Diospyros esmereg B.Walln.
- Diospyros eucalyptifolia Bakh.
- Diospyros euphlehia Merr.
- Diospyros evena Bakh.
- Diospyros everettii Merr.
- Diospyros exsculpta Buch.-Ham.
- Diospyros fanjingshanica S.K.Lee
- Diospyros fasciculosa (F.Muell.) F.Muell.
- Diospyros fastidiosa F.White
- Diospyros feliciana Letouzey & F.White
- Diospyros fenal B.Walln.
- Diospyros fengchangensis S.Y.Lu
- Diospyros fengii C.Y.Wu
- Diospyros ferox Bakh.
- Diospyros ferruginescens Bakh.
- Diospyros filipendula Pierre ex Lecomte
- Diospyros filipes H.Perrier
- Diospyros fischeri Gürke
- Diospyros flavocarpa (Vieill. ex P.Parm.) F.White
- Diospyros fleuryana A.Chev. ex Lecomte
- Diospyros foliolosa Wall. ex A.DC.
- Diospyros foliosa (Rich ex A.Gray) Bakh.
- Diospyros forbesii Bakh.
- Diospyros forrestii J.Anthony
- Diospyros foxworthyi Bakh.
- Diospyros fragrans Gürke
- Diospyros froesii Cavalcante
- Diospyros frutescens Blume
- Diospyros fulvopilosa Fletcher
- Diospyros fuscovelutina Baker
- Diospyros fusicarpa Bakh.
- Diospyros fusiformis Kosterm.
- Diospyros gabunensis Gürke
- Diospyros gallo B.Walln.
- Diospyros galpinii (Hiern) De Winter
- Diospyros gambleana Bakh.
- Diospyros gaultheriifolia Mart. ex Miq.
- Diospyros ghatensis B.R.Ramesh & D.De Franceschi
- Diospyros gigantocarpa Kosterm.
- Diospyros gillespiei (Fosberg) Kosterm.
- Diospyros gilletii De Wild.
- Diospyros gillisonii Kosterm.
- Diospyros glabra (L.) De Winter
- Diospyros glabrata (Warb.) Kosterm.
- Diospyros glandulifera De Winter
- Diospyros glandulosa Lace
- Diospyros glans F.White
- Diospyros glaucifolia Metcalf
- Diospyros glaucophylla Bakh.
- Diospyros glomerata Spruce ex Hiern
- Diospyros goudotii Hiern
- Diospyros gracilescens Gürke
- Diospyros gracilipes Hiern
- Diospyros gracilis Fletcher
- Diospyros greenwayi F.White
- Diospyros greshoffiana Koord. ex Bakh.
- Diospyros greveana H.Perrier
- Diospyros grex F.White
- Diospyros grisebachii (Hiern) Standl.
- Diospyros guatterioides A.C.Sm.
- Diospyros guianensis (Aubl.) Gürke
- Diospyros haberi Provance & A.C.Sanders
- Diospyros hackenbergii Diels
- Diospyros hainanensis Merr.
- Diospyros haivanensis T.H.Nguyên
- Diospyros halesioides Griseb.
- Diospyros hallieri Bakh.
- Diospyros haplostylis Boivin ex Hiern
- Diospyros hartmanniana S.Knapp
- Diospyros hasseltii Zoll.
- Diospyros hassleri Hiern
- Diospyros havilandii Bakh.
- Diospyros hayatae Lecomte
- Diospyros hazomainty H.Perrier
- Diospyros hebecarpa A.Cunn. ex Benth.
- Diospyros hemiteles I.Richardson
- Diospyros heterosepala H.Perrier
- Diospyros heterotricha (Welw. ex Hiern) F.White
- Diospyros heudelotii Hiern
- Diospyros hexamera C.Y.Wu
- Diospyros hierniana (King & Gamble) Bakh.
- Diospyros hilairei (Hiern) Cavalcante
- Diospyros hillebrandii (Seem.) Fosberg
- Diospyros hirsuta L.f.
- Diospyros hispida A.DC.
- Diospyros holeana B.L.Gupta & P.C.Kanjilal
- Diospyros holttumii Bakh.
- Diospyros howii Merr. & Chun
- Diospyros hoyleana F.White
- Diospyros humbertiana H.Perrier
- Diospyros implexicalyx H.Perrier
- Diospyros impolita F.White
- Diospyros impressa Dunn & R.S.Williams
- Diospyros inconstans Jacq.
- Diospyros inexplorata F.White
- Diospyros inflata Merr. & Chun
- Diospyros inhacaensis F.White
- Diospyros insidiosa Bakh.
- Diospyros insignis Thwaites
- Diospyros insularis Bakh.
- Diospyros intricata (A.Gray) Standl.
- Diospyros ismailii Ng
- Diospyros iturensis (Gürke) Letouzey & F.White
- Diospyros janeirensis Sandwith
- Diospyros janowskyi Bakh.
- Diospyros japonica Siebold & Zucc.
- Diospyros javanica Bakh.
- Diospyros johnstoniana Standl. & Steyerm.
- Diospyros johorensis Ng
- Diospyros juruensis A.C.Sm.
- Diospyros kabuyeana F.White
- Diospyros kajangensis Bakh.
- datolyaszilva (Diospyros kaki) L.f.
- Diospyros kamerunensis Gürke
- Diospyros kanizur B.Walln.
- Diospyros kanurii F.White
- Diospyros katendei Verdc.
- Diospyros keningauensis Ng
- Diospyros kerrii Craib
- Diospyros ketsensis H.Perrier
- Diospyros ketun B.Walln.
- Diospyros kika Debb. & Biswas
- Diospyros kingii Bakh.
- Diospyros kintungensis C.Y.Wu
- Diospyros kirkii Hiern
- Diospyros kochummenii Ng
- Diospyros koeboeensis Bakh.
- Diospyros koenigii Kosterm.
- Diospyros kolom B.Walln.
- Diospyros kondor B.Walln.
- Diospyros korthalsiana Hiern
- Diospyros korupensis Gosline
- Diospyros kostermansii V.Singh
- Diospyros kotoensis T.Yamaz.
- Diospyros krukovii A.C.Sm.
- Diospyros kupensis Gosline
- Diospyros kurzii Hiern
- Diospyros labillardierei F.White
- Diospyros laevis Bojer ex A.DC.
- Diospyros lanceifolia Roxb.
- Diospyros lanceolata Poir.
- Diospyros landii Cavalcante
- Diospyros lanticellata Baker
- Diospyros lateralis Hiern
- Diospyros latisepala Ridl.
- Diospyros latispathulata H.Perrier
- Diospyros leonardii (Urb. & Ekman) Alain
- Diospyros leonis (Britton & P.Wilson) Standl.
- Diospyros leucomelas Poir.
- Diospyros liberiensis A.Chev. ex Hutch. & Dalziel
- Diospyros lissocarpoides Sandwith
- Diospyros lobata Lour.
- Diospyros lolin Bakh.
- Diospyros lolinopsis Kosterm.
- Diospyros longibracteata Lecomte
- Diospyros longiciliata Merr.
- Diospyros longiflora Letouzey & F.White
- Diospyros longipedicellata Lecomte
- Diospyros longipilosa Phengklai
- Diospyros longistyla A.C.Sm.
- Diospyros longshengensis S.K.Lee
- Diospyros lotus L. - típusfaj
- Diospyros loureiroana G.Don
- Diospyros louvelii H.Perrier
- Diospyros lunduensis Ng
- Diospyros lycioides Desf.
- Diospyros mabacea (F.Muell.) F.Muell.
- Diospyros maclurei Merr.
- Diospyros macrocarpa Hiern
- Diospyros macrophylla Blume
- Diospyros madecassa H.Perrier
- Diospyros mafiensis F.White
- Diospyros magogoana F.White
- Diospyros maingayi (Hiern) Bakh.
- Diospyros major (G.Forst.) Bakh.
- Diospyros malabarica (Desr.) Kostel.
- Diospyros malaccensis Bakh.
- Diospyros malacothrix Kosterm.
- Diospyros manampetsae H.Perrier
- Diospyros manausensis Cavalcante
- Diospyros mangabensis Aug.DC.
- Diospyros mangorensis H.Perrier
- Diospyros mannii Hiern
- Diospyros manu B.Walln.
- Diospyros mapingo H.Perrier
- Diospyros margaretae F.White
- Diospyros maritima Blume
- Diospyros marmorata R.Parker
- Diospyros martabanica C.B.Clarke
- Diospyros martini Benoist
- Diospyros masoalensis H.Perrier
- Diospyros matheriana A.C.Sm.
- Diospyros mattogrossensis Hoehne
- Diospyros megasepala Baker
- Diospyros melanida Poir.
- Diospyros melanoxylon Roxb.
- Diospyros melocarpa F.White
- Diospyros mespiliformis Hochst. ex A.DC.
- Diospyros metcalfii Chun & T.C.Chen
- Diospyros mexiae Standl.
- Diospyros miaoshanica S.K.Lee
- Diospyros micrantha Sandwith
- Diospyros micromera Bakh.
- Diospyros microrhombus Hiern
- Diospyros miltonii Cavalcante
- Diospyros minahassae Bakh.
- Diospyros mindanaensis Merr.
- Diospyros minimifolia F.White
- Diospyros minutiflora Bakh.
- Diospyros minutiloba H.Perrier
- Diospyros moi Lecomte
- Diospyros mollis Griff.
- Diospyros mollissima Kosterm.
- Diospyros monbuttensis Gürke
- Diospyros montana Roxb.
- Diospyros moonii Thwaites
- Diospyros morrisiana Hance
- Diospyros multibracteata (Merr.) Bakh.
- Diospyros multiflora Blanco
- Diospyros multinervis Ng
- Diospyros mun A.Chev. ex Lecomte
- Diospyros muricata Bakh.
- Diospyros mweroensis F.White
- Diospyros myrmecocarpa Mart. ex Miq.
- Diospyros myrtifolia H.Perrier
- Diospyros nana Bakh.
- Diospyros nanay B.Walln.
- Diospyros natalensis (Harv.) Brenan
- Diospyros navillei H.Lév.
- Diospyros nebulosa F.White
- Diospyros neglecta F.White
- Diospyros neilgerrensis (Wight) Kosterm.
- Diospyros nemorosa Bakh.
- Diospyros nenab B.Walln.
- Diospyros neraudii A.DC.
- Diospyros neurosepala Bakh.
- Diospyros nhatrangensis Lecomte
- fekete datolyaszilva (Diospyros nigra) (J.F.Gmel.) Perrier
- Diospyros nigricans Wall. ex A.DC.
- Diospyros nigrocortex C.Y.Wu
- Diospyros nilagirica Bedd.
- Diospyros nitida Merr.
- Diospyros nodosa Poir.
- Diospyros normanbyensis Kosterm.
- Diospyros novoguineensis Bakh.
- Diospyros nummulariifolia Kosterm.
- Diospyros nur B.Walln.
- Diospyros nutans King & Gamble
- Diospyros oaxacana Standl.
- Diospyros obliquifolia (Hiern ex Gürke) F.White
- Diospyros oblonga Wall. ex G.Don
- Diospyros oblongifolia (Thwaites) Kosterm.
- Diospyros occlusa H.Perrier
- Diospyros occulta F.White
- Diospyros okkesii Kosterm.
- Diospyros oldhamii Maxim.
- Diospyros oleifera W.C.Cheng
- Diospyros olen Hiern
- Diospyros oligantha Merr.
- Diospyros oliviformis R.H.Miao
- Diospyros onanae Gosline
- Diospyros oocarpa Thwaites
- Diospyros opaca C.B.Clarke
- Diospyros oppositifolia Thwaites
- Diospyros orthioneura Diels
- Diospyros ottohuberi B.Walln.
- Diospyros oubatchensis Kosterm.
- Diospyros ovalifolia Wight
- Diospyros ovalis Hiern
- Diospyros oxycarpa (Urb.) Alain
- Diospyros pahangensis Bakh.
- Diospyros palauensis (Kaneh.) Hosok.
- Diospyros palembanica Bakh.
- Diospyros pallens (Thunb.) F.White
- Diospyros palmeri Eastw.
- Diospyros panamensis S.Knapp
- Diospyros pancheri Kosterm.
- Diospyros panguana B.Walln.
- Diospyros paniculata Dalzell
- Diospyros papuana Valeton ex Bakh.
- Diospyros parabuxifolia Ng
- Diospyros paraensis Sothers
- Diospyros parifolia H.Perrier
- Diospyros parviflora (Schltr.) Bakh.
- Diospyros parvifolia Hiern
- Diospyros pauciflora King & Gamble
- Diospyros peekelii Lauterb.
- Diospyros pemadasae Jayas.
- Diospyros penangiana King & Gamble
- Diospyros pendula Hasselt ex Hassk.
- Diospyros penibukanensis Bakh.
- Diospyros pentamera (F.Muell.) Woods & F.Muell.
- Diospyros perakensis Bakh.
- Diospyros perfida Bakh.
- Diospyros perglauca H.Perrier
- Diospyros perplexa F.White
- Diospyros perreticulata H.Perrier
- Diospyros perrieri Jum.
- Diospyros pervillei Hiern
- Diospyros phanrangensis Lecomte
- Diospyros philippinensis A.DC.
- Diospyros phlebodes (A.C.Sm.) A.C.Sm.
- Diospyros phuketensis Phengklai
- Diospyros physocalycina Gürke
- Diospyros pierrei Lecomte
- Diospyros pilosanthera Blanco
- Diospyros pilosiuscula G.Don
- Diospyros piresii Cavalcante
- Diospyros piscatoria Gürke
- Diospyros piscicapa Ridl.
- Diospyros platanoides Letouzey & F.White
- Diospyros platycalyx Hiern
- Diospyros plectosepala Hiern
- Diospyros poeppigiana A.DC.
- Diospyros polita Bakh.
- Diospyros polystemon Gürke
- Diospyros poncei Merr.
- Diospyros potamica Kosterm.
- Diospyros potingensis Merr. & Chun
- Diospyros preussii Gürke
- Diospyros pruinosa Hiern
- Diospyros pruriens Dalzell
- Diospyros pseudoharmandii T.H.Nguyên
- Diospyros pseudomalabarica Bakh.
- Diospyros pseudomespilus Mildbr.
- Diospyros pseudoxylopia Mildbr.
- Diospyros pterocalyx Bojer ex A.DC.
- Diospyros pubescens Pers.
- Diospyros pulchra Bakh.
- Diospyros puncticulosa Bakh.
- Diospyros punctilimba C.Y.Wu
- Diospyros pustulata F.White
- Diospyros pyrrhocarpa Miq.
- Diospyros quaesita Thwaites
- Diospyros quiloensis (Hiern) F.White
- Diospyros rabiensis Breteler
- Diospyros racemosa Roxb.
- Diospyros ramiflora Roxb.
- Diospyros ramulosa (E.Mey. ex A.DC.) De Winter
- Diospyros ranongensis Phengklai
- Diospyros rekoi Standl.
- Diospyros relit B.Walln.
- Diospyros reticulinervis C.Y.Wu
- Diospyros revaughanii I.Richardson
- Diospyros revolutissima F.White
- Diospyros rheophytica Kosterm.
- Diospyros rhodocalyx Kurz
- Diospyros rhododendroides Kosterm.
- Diospyros rhombifolia Hemsl.
- Diospyros ridleyi Bakh.
- Diospyros ridsdalei Kosterm.
- Diospyros riedelii (Hiern) B.Walln.
- Diospyros rigida Hiern
- Diospyros ropourea B.Walln.
- Diospyros rosei Standl.
- Diospyros rostrata (Merr.) Bakh.
- Diospyros rotok B.Walln.
- Diospyros rotundifolia Hiern
- Diospyros rubicunda Gürke
- Diospyros rufa King & Gamble
- Diospyros rufogemmata Lecomte
- Diospyros rumphii Bakh.
- Diospyros sahayadryensis P.Daniel & Vajr.
- Diospyros sakalavarum H.Perrier
- Diospyros saldanhae Kosterm.
- Diospyros salicifolia Humb. & Bonpl. ex Willd.
- Diospyros salletii Lecomte
- Diospyros samoensis A.Gray
- Diospyros sandwicensis (A.DC.) Fosberg
- Diospyros sankurensis Gürke
- Diospyros santaremnensis Sandwith
- Diospyros sanza-minika A.Chev.
- Diospyros savannarum Kosterm.
- Diospyros saxatilis S.K.Lee
- Diospyros saxicola R.H.Miao
- Diospyros scabiosa Bakh.
- Diospyros scabra (Chiov.) Cufod.
- Diospyros scabrida (Harv. ex Hiern) De Winter
- Diospyros scalariformis Fletcher
- Diospyros schmutzii Kosterm.
- Diospyros sclerophylla H.Perrier
- Diospyros scortechinii King & Gamble
- Diospyros scottmorii B.Walln.
- Diospyros selangorensis Bakh.
- Diospyros senensis Klotzsch
- Diospyros sericea A.DC.
- Diospyros serrana Sothers
- Diospyros seychellarum (Hiern) Kosterm.
- Diospyros shimbaensis F.White
- Diospyros siamang Bakh.
- Diospyros sichourensis C.Y.Wu
- Diospyros siderophylla H.L.Li
- Diospyros simaloerensis Bakh.
- Diospyros simii (Kuntze) De Winter
- Diospyros sinaloensis S.F.Blake
- Diospyros singaporensis Bakh.
- Diospyros sintenisii (Krug & Urb.) Standl.
- Diospyros sleumeri Kosterm.
- Diospyros sogeriensis Bakh.
- Diospyros sonorae Standl.
- Diospyros soporifera Bakh.
- Diospyros sororia Bakh.
- Diospyros soubreana F.White
- Diospyros soyauxii Gürke & K.Schum.
- Diospyros sparsirama Hiern ex Greves
- Diospyros sphaerosepala Baker
- Diospyros sprucei Hiern
- Diospyros squamifolia Kosterm.
- Diospyros squamosa Bojer ex A.DC.
- Diospyros squarrosa Klotzsch
- Diospyros streptosepala Merr.
- Diospyros stricta Roxb.
- Diospyros strigosa Hemsl.
- Diospyros striicalyx H.Perrier
- Diospyros styraciformis King & Gamble
- Diospyros suaveolens Gürke
- Diospyros subacuta Hiern
- Diospyros subenervis (H. Perrier) G.E. Schatz & Lowry
- Diospyros subfalciformis H.Perrier
- Diospyros subrhomboidea King & Gamble
- Diospyros subrotata Hiern
- Diospyros subsessilifolia H.Perrier
- Diospyros subsessilis Kosterm.
- Diospyros subtrinervis H.Perrier
- Diospyros subtruncata Hochr.
- Diospyros sulcata Bourd.
- Diospyros sumatrana Miq.
- Diospyros sundaica Bakh.
- Diospyros sunyiensis Chun & T.C.Chen
- Diospyros susarticulata Lecomte
- Diospyros sutchuensis Y.C.Yang
- Diospyros sylvatica Roxb.
- Diospyros tampinensis H.Perrier
- Diospyros tarim B.Walln.
- Diospyros tenuiflora A.C.Sm.
- Diospyros tenuipes Merr.
- Diospyros tepu B.Walln.
- Diospyros terminalis Kosterm.
- Diospyros tero B.Walln.
- Diospyros tessellaria Poir.
- Diospyros tessmannii Mildbr.
- Diospyros tetraceros H.Perrier
- Diospyros tetrandra Hiern
- Diospyros tetrapoda H.Perrier
- Diospyros tetrasperma Sw.
- Diospyros texana Scheele
- Diospyros thaiensis Phengklai
- Diospyros thomasii Hutch. & Dalziel
- Diospyros thorelii (Lecomte) T.H.Nguyên
- Diospyros thouarsii Hiern
- Diospyros thwaitesii (Hiern) Bedd.
- Diospyros tireliae F.White
- Diospyros tonkinensis A.Chev.
- Diospyros torquata H.Perrier
- Diospyros touranensis Lecomte
- Diospyros toxicaria Hiern
- Diospyros transita (Bakh.) Kosterm.
- Diospyros transitoria Bakh.
- Diospyros trengganuensis Ng
- Diospyros trianthos Phengkhlai
- Diospyros trichophylla Alston
- Diospyros tricolor (Schumach. & Thonn.) Hiern
- Diospyros tridentata F.White
- Diospyros tristis King & Gamble
- Diospyros trisulca F.White
- Diospyros trombetensis Sandwith
- Diospyros troupinii F.White
- Diospyros truncata Zoll. & Moritzi
- Diospyros truncatifolia Caveney
- Diospyros tsangii Merr.
- Diospyros tuberculata Bakh.
- Diospyros turfosa Kosterm.
- Diospyros tutcheri Dunn
- Diospyros uaupensis Cavalcante
- Diospyros ubaita B.Walln.
- Diospyros ulo Merr.
- Diospyros umbrosa F.White
- Diospyros undulata Wall. ex G.Don
- Diospyros unisemina C.Y.Wu
- Diospyros urep B.Walln.
- Diospyros urschii H.Perrier
- Diospyros uzungwaensis Frim.-Møll. & Ndang.
- Diospyros vaccinioides Lindl.
- Diospyros variegata Kurz
- Diospyros veillonii F.White
- Diospyros velutinosa Bakh.
- Diospyros velutipes (H. Perrier) G.E. Schatz & Lowry
- Diospyros venenosa Bakh.
- Diospyros venosa Wall. ex A.DC.
- Diospyros vera (Lour.) A.Chev.
- Diospyros vermoesenii De Wild.
- Diospyros verrucosa Hiern
- Diospyros vescoi Hiern
- Diospyros vestita Benoist
- Diospyros vieillardii (Hiern) Kosterm.
- Diospyros vignei F.White
- Diospyros villosa (L.) De Winter
- Diospyros villosiuscula Kosterm.
- Diospyros virgata (Gürke) Brenan
- Diospyros virginiana L.
- Diospyros viridicans Hiern
- Diospyros vitiensis Gillespie
- Diospyros wagemansii F.White
- Diospyros wajirensis F.White
- Diospyros walkeri (Wight) Gürke
- Diospyros wallichii King & Gamble
- Diospyros weddellii Hiern
- Diospyros whitei Dowsett-Lemaire & Pannell
- Diospyros whitfordii Merr.
- Diospyros whyteana (Hiern) P.White
- Diospyros winitii Fletcher
- Diospyros xavantina Sothers
- Diospyros xiangguiensis S.K.Lee
- Diospyros xishuangbannaensis C.Y.Wu & H.Chu
- Diospyros yaouhensis (Schltr.) Kosterm.
- Diospyros yatesiana Standl.
- Diospyros yeobi Bakh.
- Diospyros yomomo B.Walln.
- Diospyros yucatanensis Lundell
- Diospyros yunnanensis Rehder & E.H.Wilson
- Diospyros zenkeri (Gürke) F.White
- Diospyros zhenfengensis S.K.Lee
- Diospyros zombensis (B.L.Burtt) F.White